# تحقیقات بازاریابی موبایلی

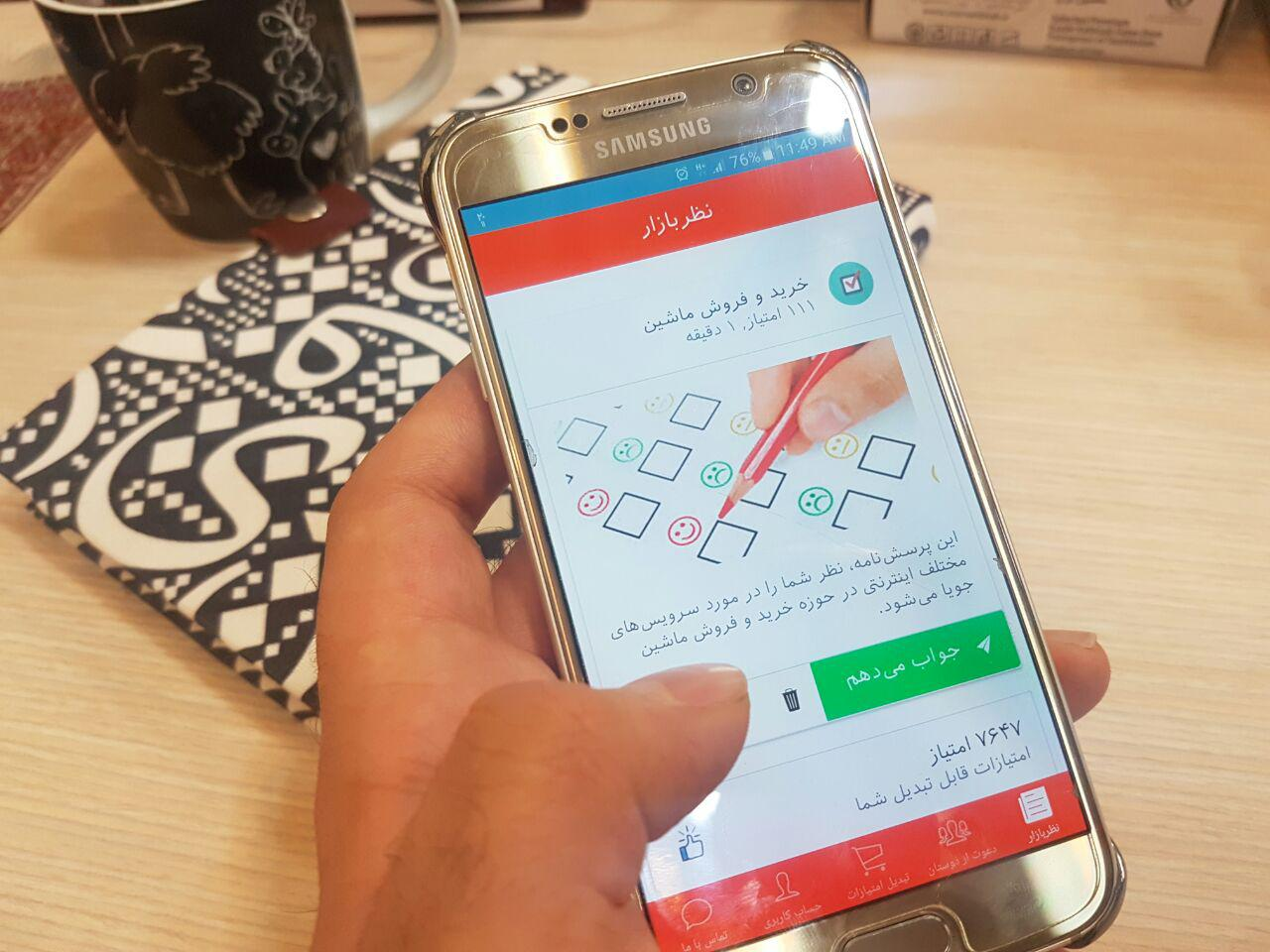
یک پرسش‌نامه بر روی تلفن همراه برای مقاصد تحقیقات بازاریابی

تحقیقات بازاریابی موبایلی یک روش جمع آوری اطلاعات با تمرکز بر توانایی‌های موبایل‌ها و رایانه های جیبی است. تحقیقات بازار برخط از نقاط قوت ارتباطات آنلاین برای مقاصد پژوهشی استفاده می‌کند. تحقیقات بازاریابی موبایلی وابسته به روش معینی نیست. با این‌‌حال، به یکی از مهم‌‌ترین بخش‌های تحقیقاتی برای برنامه‌های محققان در کارهای روزمره تبدیل خواهد شد. تحقیقات بازار موبایلی، امروزه یک کار فرعی نیست بلکه رویکردی محوری به ‌‌شمار می‌‌آید و بسیاری از محققان پیش‌‌بینی می‌‌کنند که موبایل، ابزار اصلی جمع‌‌آوری اطلاعات در چند سال آینده خواهد بود.

## پیشینه
با توجه به تغییرات فرهنگی اجتماعی و دیجیتالی شدن زندگی روزمره و سخت‌تر شدن تحقیقات بازاریابی از روش‌های قدیمی و رسانه‌های سنتی،‌ نیاز به یک روش نو برای پخش پرسش‌نامه ایجاد شد. مصرف‌کنندگان دیگر به راحتی قابل تفکیک نبودند که این کار حدس رفتار مصرف کننده را به شکل پیش‌فرض سخت می‌کرد. این مشکلات باعث شد تا محققان با فن‌آوری همگام بشوند با روش‌های مدرن به بررسی و یافتن خواسته‌های مشتریان خود بپردازند.

## مزایا
تلفن همراه به عنوان یک فناوری قابل حمل علاوه بر دیجیتال بودن، ویژگی‌های منحصر به‌فردی دارد که می‌تواند در تحقیقات بازاریابی کارآیی دوچندانی داشته باشد.  سرعت بالا و دقت بیشتر از ویژگی های دیجتال‌سازی تحقیقات بازار برخط است که باعث بهبود تحقیقات بازاریابی می‌شود. تحقیقات بازاریابی باید پا به پای تحولات سریع کسب و کارها حرکت کند. فن‌آوری تلفن همراه به خاطر شخصی بودن، قابلیت جابه‌جایی بالا، ضریب نفوذ بسیار بالا و همچنین امکانات فنی و چند رسانه‌ای مانند قابلیت ضبط صدا و تصویر، یا قابلیت‌های جغرافیایی، به گزینه‌ای بسیار محبوب در تحقیقات بازاریابی در دنیا تبدیل شده است.

## شرکت‌هایتحقیقات بازاریابی
- موسسه پژوهشگران بین‌المللی آگاه(IRC)